# Powiat Sępoleński
Der Powiat Sępoleński ist ein Powiat (Kreis) in der polnischen Woiwodschaft Kujawien-Pommern. Der Powiat hat eine Fläche von 790,86 km², auf der 41.000 Einwohner leben.

## Gemeinden
Der Powiat umfasst vier Gemeinden, davon drei Stadt-und-Land-Gemeinden und eine Landgemeinde.

### Stadt-und-Land-Gemeinden
- Kamień Krajeński (Kamin)
- Sępólno Krajeńskie (Zempelburg)
- Więcbork (Vandsburg)

### Landgemeinde
- Sośno (Sossnow)